# Kenneth Sjöö

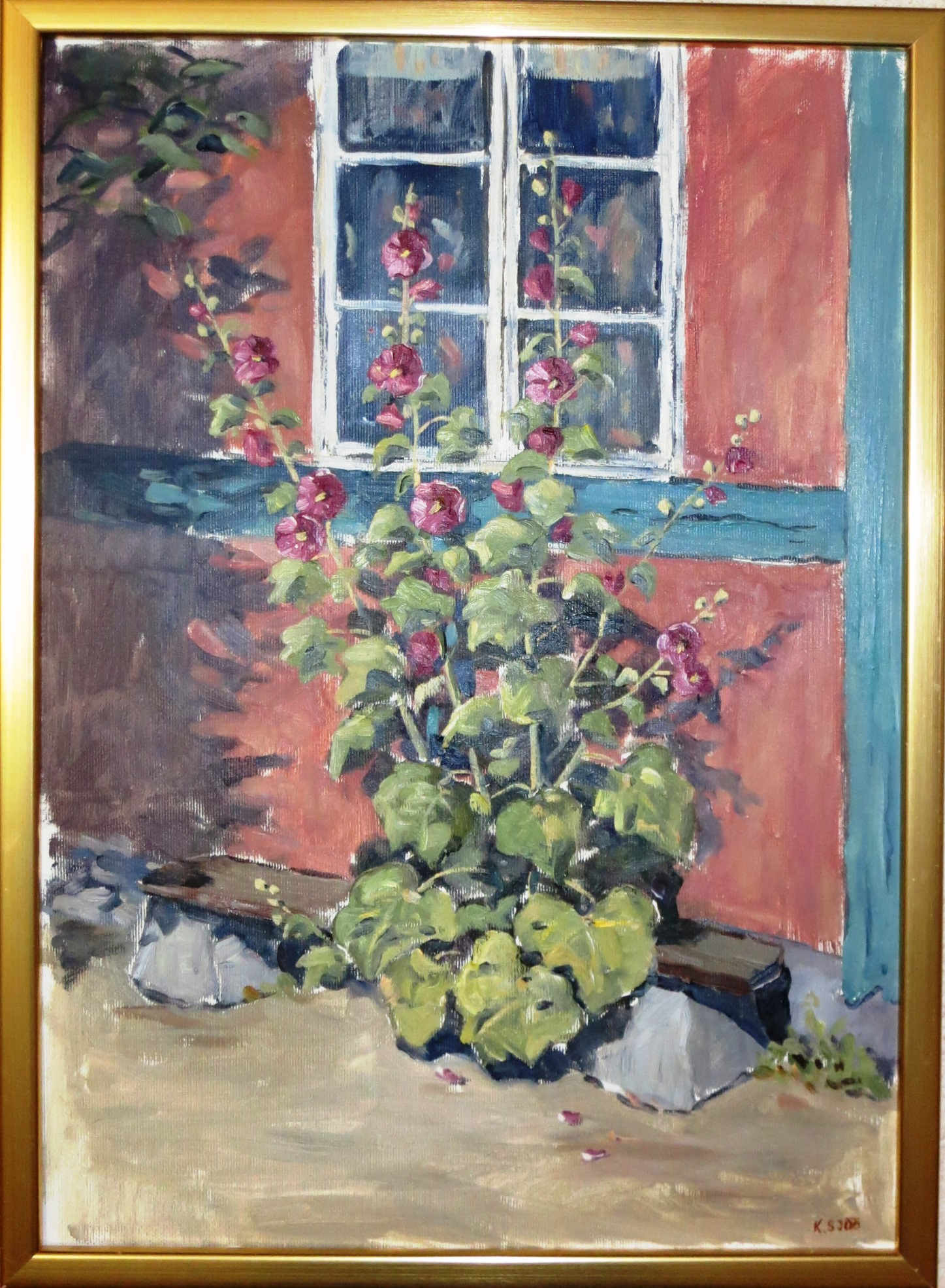
Motiv från Bornholm, år 2000

Per Kenneth Sjöö, folkbokförd Sjö, född 20 juni 1944 i Ljungby i Kronobergs län, är en svensk dekoratör, målare och tecknare.
Han är son till banarbetaren Per Sjöö och Hillevi Johansson. Sjöö utbildade sig till konstnär genom korrespondensstudier och under resor till olika platser och är autodidakt. Separat debuterade han med en utställning i Ljungby 1965 och han blev konstnär på heltid 1972. Sjöö har haft separatutställningar, varav de flesta har varit i Småland, på Gotland och i Halmstad. Han konst består av stilleben, figurskildringar, landskap och gatumotiv från Ljungby samt naturmotiv i olja, akvarell, blyerts eller tusch och grafiska blad. Han hämtar inspiration från det småländska landskapet men även från Gotland och den halländska kusten. 
Han finns representerad på Smålands museum, på Kalmar konstmuseum och hos Statens konstråd samt i offentliga lokaler och i Ljungby Pingstkyrka samt vid IOGT:s Ljunggården med oljemålningen Bakgård.

## Fotnoter
1. ↑  Sveriges befolkning 1990, CD-ROM, Version 1.00, Riksarkivet (2011).